# محمد كانو
محمد كانو (بالإنجليزية: Mohamed Kanu)‏ (5 يوليو 1968 بفريتاون في سيراليون - ) هو مدرب كرة قدم ولاعب كرة قدم سيراليوني في مركز الدفاع، شارك في كأس الأمم الأفريقية 1994 وكأس الأمم الأفريقية 1996. وشارك مع منتخب سيراليون لكرة القدم. أما مع النوادي، فقد لعب مع أوستينده وسيركل بروج وفيربرودرينغ دندر إندرخت هكلغام ‏ وS.C. Eendracht Aalst ‏ وMighty Blackpool F.C. ‏ وFreetown City F.C. ‏ وبيفيرين.

## وصلات خارجية
- محمد كانو على موقع الاتحاد الدولي (مؤرشف)  (الإنجليزية)
- محمد كانو على موقع قاعدة بيانات كرة القدم.إي يو (الإنجليزية)
- محمد كانو على موقع ناشيونال فوتبول تيمز (الإنجليزية)